# نادي دكرنس
نادي دكرنس أو نادي دكرنس الرياضي، نادي رياضي مصري يقع بمحافظة الدقهلية بمدينة دكرنس، تأسس في العام 1955، يلعب حاليا في الدوري المصري الدرجة الثانية.